# Can Riquer (Castellbisbal)
Can Riquer és una masia de Castellbisbal (Vallès Occidental) protegida com a Bé Cultural d'Interès Local.

## Descripció
Es tracta d'una masia de planta quadrada coberta a dos vessants que consta de planta baixa i primer pis. La façana principal està orientada a ponent i presenta un portal, una finestra quadrangular i dues finestres més a nivell de primer pis. Actualment està arrebossada amb ciment i pintada de color blanc, molt reformada i amb la incorporació d'una dependència rectangular de planta baixa.